# 動脈管開存症

動脈管開存症（どうみゃくかんかいぞんしょう、英: patent ductus arteriosus; PDA）とは、胎生の哺乳類で、出生後動脈管が閉鎖しなかった結果として生じる先天性心疾患。初期には大動脈から肺動脈への血液の流入（左→右短絡）により肺の血液量が増加し、左心系鬱血性心不全を示すが、病気の進行により肺動脈圧が大動脈圧を超えると肺動脈から大動脈への血液の流入（右→左短絡）が生じ、静脈血が全身に循環することにより低酸素血症を示す（アイゼンメンガー症候群）。動脈管開存症では通常の血流量より多くの血液が流れるため、肺動脈や肺静脈の血管径は拡張する。

## 原因
動脈管が出生後も開存し続けて、大動脈→肺動脈への短絡（シャント）経路として機能することにより症状を示す。

## 症状
通常、左心系鬱血性心不全の発症が見られるまで現れない。肺と左心系への容量負荷が高まると運動不耐性や頻呼吸、咳が認められる。特有の連続性雑音が聴取される。また、大腿動脈ではバウンディングパルスが触知される。
こうした血液のシャントによる症例は動脈管が細いとほとんど無症状の場合もあるが、感染性動脈内膜炎を起こしやすい危険性は細くても変わらない。

## 診断

心音図（F が動脈管開存症の連続性雑音を示す）

超音波診断では短絡血流が認められることで診断される。
心電図ではⅡ誘導とaVF誘導においてR波の増高が認められる。
胸部X線撮影では左心房の拡大、肺血管の拡張、左心室の拡大が認められる。

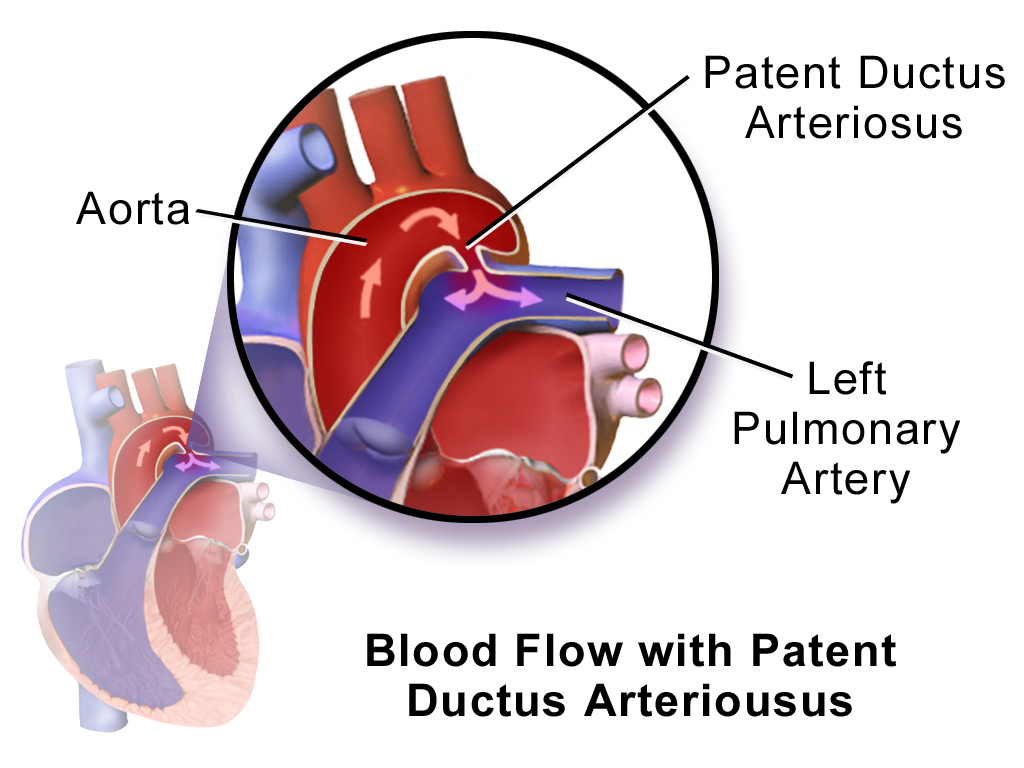
動脈管開存症のイラスト
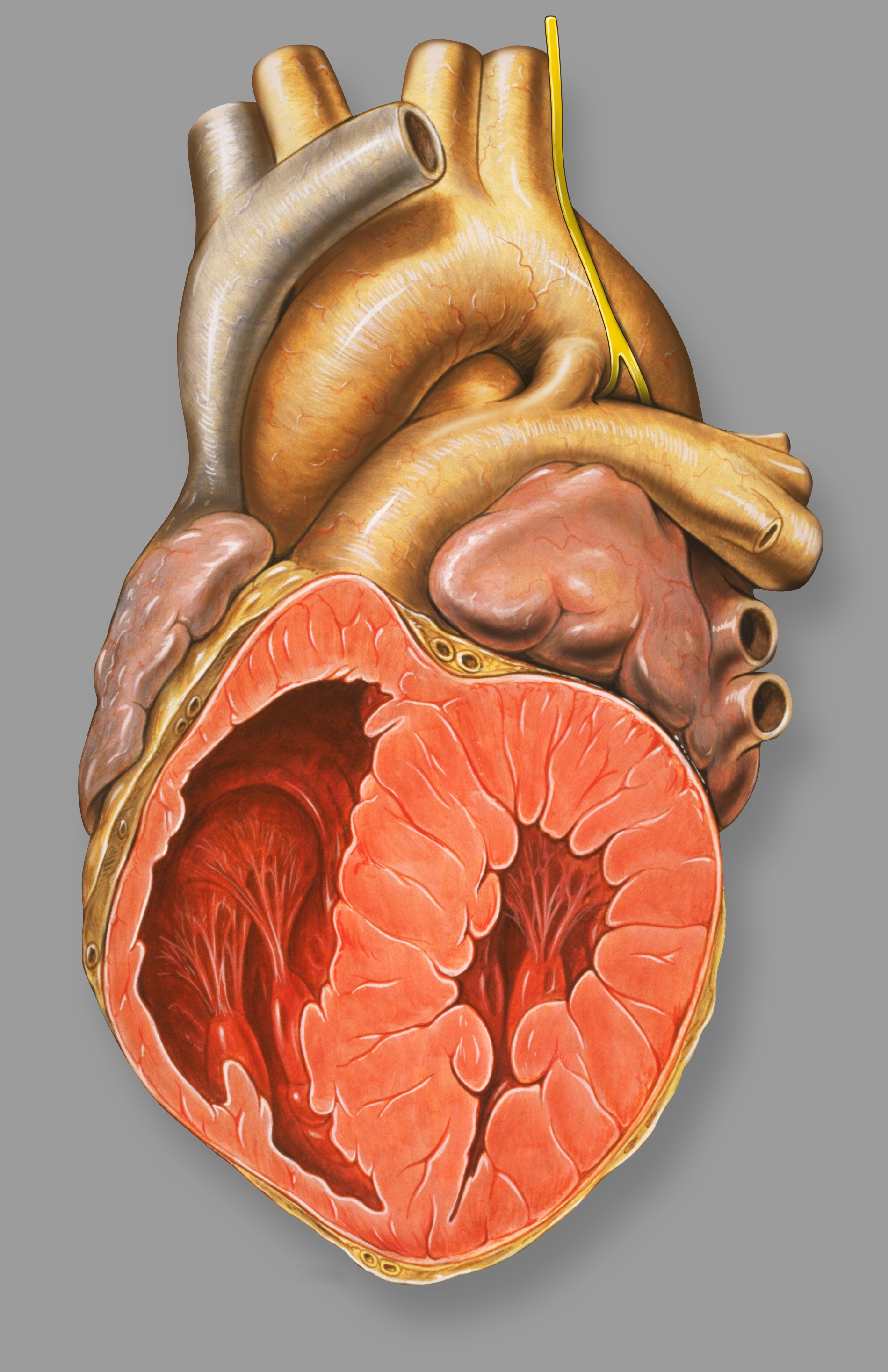
動脈管開存症のイラスト
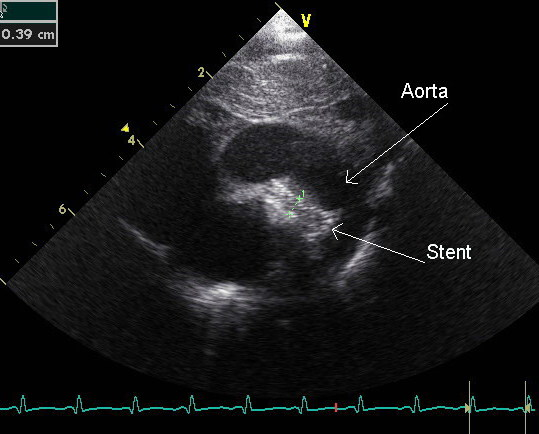
動脈管開存症（ステント留置術後）の心エコー図 – 大動脈弓とステントがみえる
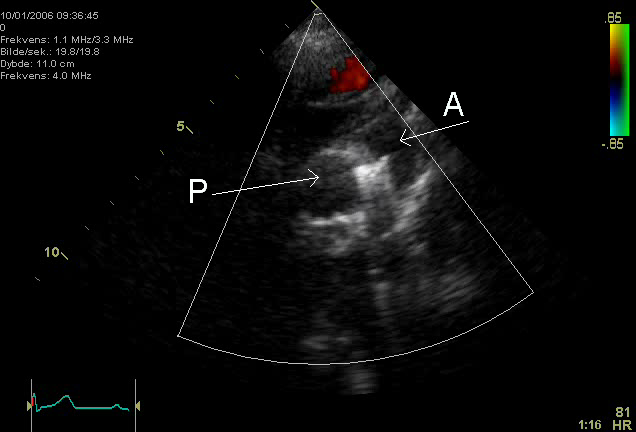
動脈管開存症（コイル塞栓術後）の心エコー図 – 大動脈弓と肺動脈の間にコイルがみえる

## 予防
早産児に対するインドメタシンやイブプロフェンの予防投与が検討されている。

## 治療
インドメタシンやイブプロフェンなどのNSAIDsを投与して動脈管を閉鎖させることができる。
薬物治療に反応しない場合も、動脈管の切断あるいは結紮などの外科手術（結紮、コイル塞栓術）が可能である。
動脈管は心臓外の血管であり、手術の際に心臓を止めて人工心肺装置を稼働する必要はない。
他の先天性心疾患を合併し、左室から大動脈への血流が少なく動脈管が代理を果たしている場合や、肺への血流不足で動脈管によって肺循環が支えられている場合などでは、そのままの血行動態で動脈管が閉鎖すると致死的になりうるため、逆にふさがらないようにプロスタグランジンE1を持続点滴静注させるなどして動脈管を開存させる。またアイゼンメンゲル症候群を起こし右→左短絡が起きている場合も手術は厳禁。

## 歴史
1938年、ロバート・エドワード・グロスは動脈管開存症に対する動脈管結紮術を初めて成功させた。